# Matthew Aubrey
Matthew Aubrey (* 18. August 1997) ist ein australischer Volleyballspieler.

## Karriere
Aubrey studierte von 2018 bis 2020 an der University of British Columbia und spielte in der Universitätsmannschaft. Nach dem Studium spielte der Diagonalangreifer in der schwedischen Liga zwei Jahre bei Floby VK und anschließend bei Sollentuna VK. 2023 trat er in Australien außerdem für Canberra Heat an. In der Saison 2023/24 war er in Estland bei Selver Tal Tech. 2024 wurde Aubrey vom deutschen Bundesligisten VC Bitterfeld-Wolfen verpflichtet.